# NGC 4857
NGC 4857 is een balkspiraalstelsel in het sterrenbeeld Draak. Het hemelobject werd op 7 april 1793 ontdekt door de Duits-Britse astronoom William Herschel.

## Synoniemen
- UGC 8077
- MCG 12-12-22
- ZWG 335.29
- IRAS 12554+7028
- PGC 44284